# Doyle (Tennessee)
Doyle é uma cidade  localizada no estado norte-americano de Tennessee, no Condado de White.

## Demografia
Segundo o censo norte-americano de 2000, a sua população era de 525 habitantes.
Em 2006, foi estimada uma população de 558, um aumento de 33 (6.3%).

## Geografia
De acordo com o United States Census Bureau tem uma área de
3,3 km², dos quais 3,3 km² cobertos por terra e 0,0 km² cobertos por água. Doyle localiza-se a aproximadamente 286 m acima do nível do mar.

## Localidades na vizinhança
O diagrama seguinte representa as localidades num raio de 32 km ao redor de Doyle.